# Ски-центар Торник
Скијалиште Торник или ски-центар Торник је планинско одмаралиште и један од највећих центара зимског туризма у Србији, којим управља Јавно предузеће „Скијалишта Србије”.
Смештен је на обронцима Златибора и углавном се посећује као дестинација за скијање. У оближњем Златибору постоји више хотела и хостела, кафића, барова и ноћних клубова.

## Опште информације
Налази се на надморској висини између 1.100 и 1.400 метара на врху Торник, највишем на Златибору. Има четири стазе, све покривене системима за вештачко оснежавање, са укупним капацитетом од око 5.400 скијаша на сат. Опремљена је шестоседном жичаром, која превози 3.000 скијаша на сат, и два Т-бар ски лифта укупног капацитета 2.400 скијаша на сат. Све четири стазе су категорисане од стране Међународне скијашке федерације (ФИС).
Скијалиште такође нуди ски полигон, као и шине за боб и тубинг стазу. Многе активности се практикују и током лета.
Гондола која се протеже преко 9 км и повезивује центар Златибора са скијалиштем Торник отворена је 2020. године.
Скијалиште Торник се налази 12 километара од Златиборске магистрале и 15 километара од центра Златибора.

## Галерија
- Поглед са Торника током лета
- Поглед са Торника током зиме
- Златиборски пејзаж
- Златиборски пејзаж